# Гитлер, Алоис (младший)
Алоис Гитлер младший (нем. Alois Hitler; 13 января 1882, Вена — 20 мая 1956, Гамбург) — сын Алоиса Гитлера, единокровный брат Адольфа Гитлера.

## Детство и юность
Он родился как внебрачный сын, так как его отец в это время был женат на Анне Глассль-Херер. Матерью была Франциска Матцельсбергер. После того как Анна умерла, отец женился на Франциске, признал факт отцовства и усыновил Алоиса. Вскоре родилась сестра Ангела. Когда ему было два года, умерла его мать и его отец женился в третий раз на Кларе Пёльцль, будущей матери Адольфа Гитлера.
В конце 1890-х годов Алоис покинул родительский дом из-за разногласий с отцом и плохих отношений с мачехой Кларой. Был арестован за кражу и получил пятимесячный срок в 1900 году, впоследствии в 1902 году ещё и восьмимесячный срок. В 1907 году уехал в Париж, а оттуда в Ирландию, где работал в качестве ученика официанта в отеле Шелбурн в Дублине.

## Семейная жизнь
В 1909 году он познакомился с ирландкой Бриджит Даулинг на выставке лошадей в Дублине. Они сбежали в Лондон и поженились 3 июня 1910 года. Уильям Даулинг, отец Бриджит, хотел, чтобы Алоиса арестовали за похищение человека, но Бриджит отговорила его.
Супруги обосновались в Ливерпуле, где родился в 1911 году их сын Уильям Патрик Гитлер. Семья жила в квартире на 102 Upper Street Stanhope. Дом был разрушен во время последнего немецкого воздушного налёта на Ливерпуль 10 января 1942 года.
По воспоминаниям Бриджит Даулинг, Адольф Гитлер жил с ними в Ливерпуле с 1912 по 1913 год, когда он был в бегах за уклонение от военной службы в Австро-Венгрии, но большинство историков не верят этой истории и считают, что она придумана, чтобы сделать книгу более привлекательной для издателей.
Алоис пытался заработать деньги, работая в небольшом ресторане в Дейл-стрит, в пансионате на Парламент-стрит и в отеле на Маунт-Плезант.
В мае 1914 года он оставил свою семью и вернулся в Германию, чтобы открыть там бизнес. Первая мировая война сделала невозможным переезд к нему жены и сына. В 1916 году он женился на другой женщине, Хедвиг Хайдеманн (или Хедвиг Микли). Вторая жена родила ему сына Генриха Гитлера (14.03.1920 — 1942).
Сын Алоиса от второго брака, Генрих «Хайнц» Гитлер был любимым племянником Адольфа Гитлера. Он был нацистом, в 1938 году окончил Национал-политическую академию («Напола») в Балленштедте и выбрал офицерскую карьеру. Воевал на Восточном фронте в чине унтер-офицера 23-го потсдамского артиллерийского полка. Попал в плен под Москвой и умер в Москве в Бутырской тюрьме в 1942 году.
Третья сторона проинформировала Бриджит, что Алоис умер. Через некоторое время его уловка была обнаружена немецкими властями и Алоис был осуждён в Гамбурге за двоежёнство. После тюрьмы вернулся в Англию.
Когда Адольф Гитлер пришёл к власти, брат хотел извлечь из этого выгоду. Открыл в 1934 году в Берлине ресторан «Алоис», который был популярным среди штурмовиков. Но Адольф Гитлер полностью игнорировал брата и запретил упоминать его имя в своём присутствии.
В конце Второй мировой войны Алоис был арестован британскими спецслужбами, но был освобождён, когда стало ясно, что он не играл никакой роли в режиме брата.
После войны сменил фамилию и мирно скончался в Гамбурге в 1956 году.